# Påarps gravfält

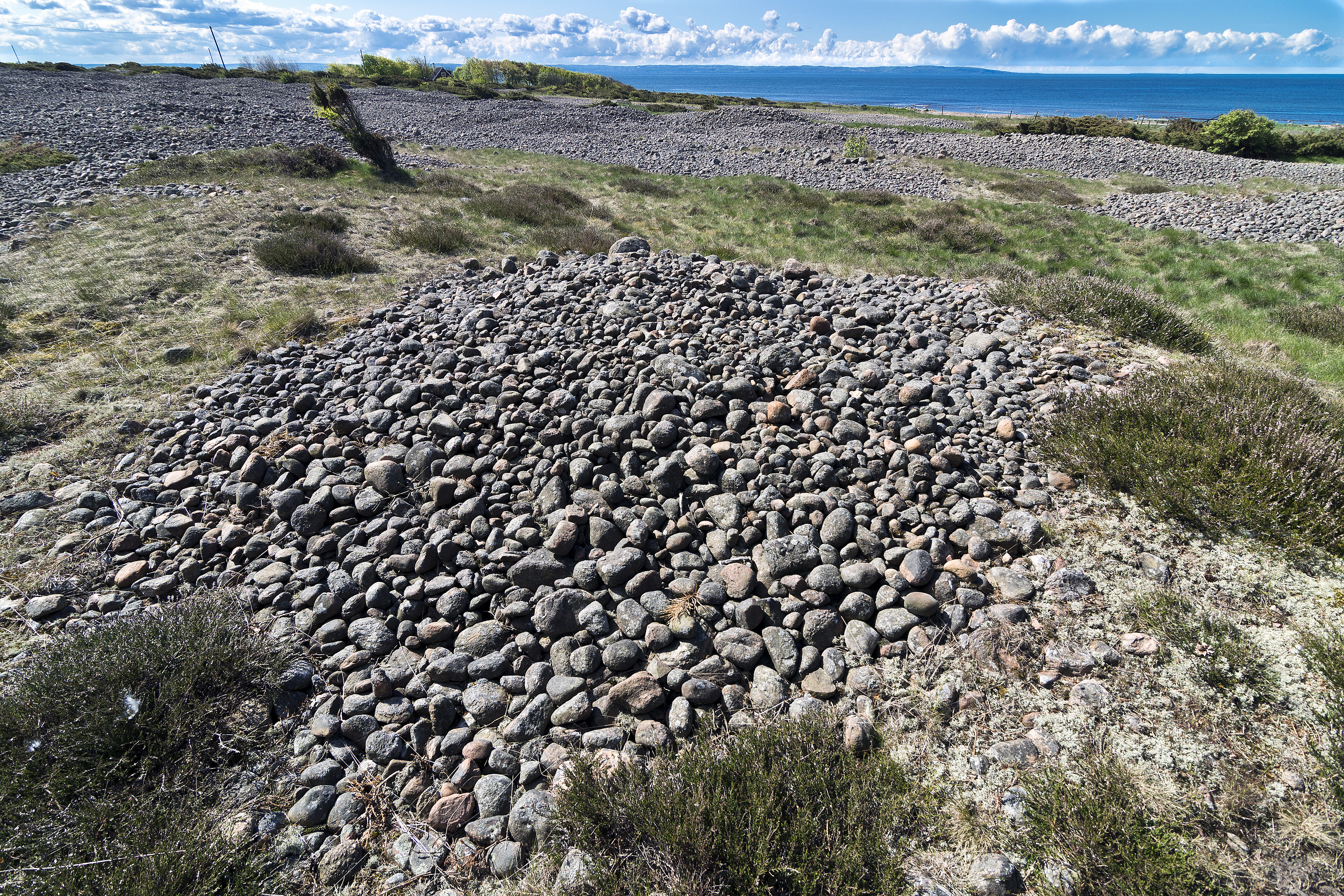
Klapperstensgravfältet i Påarp

Påarps gravfält i Trönninge socken i Halmstads kommun är Hallands största gravfält. Det är beläget på ett klapperstensfält invid Laholmsbukten omkring 2,5 kilometer sydväst om Trönninge, nära Gullbranna. Gravfältet omfattar omkring 200 gravrösen och 50 stensättningar, några försedda med kantkedjor. Det största röset benämns Sänke hög och är 30 meter i diameter och två meter hög. Några mer omfattande utgrävningar har inte företagits på gravfältet, men genom fynd (bland annat lerkärl) och iakttagelser kan det dateras till äldre järnåldern.   
Det finns ett rikt fågelliv på strandängarna och ön Skäret utanför gravfältet som under hösten är fina rastplatser för bland annat vadare. Det 3,5 meter höga flyttblocket Slyngestenen är ett imponerande landmärke strax norr om gravfältet. Sydväst om gravfältet finns en artesisk källa.

## Bilder

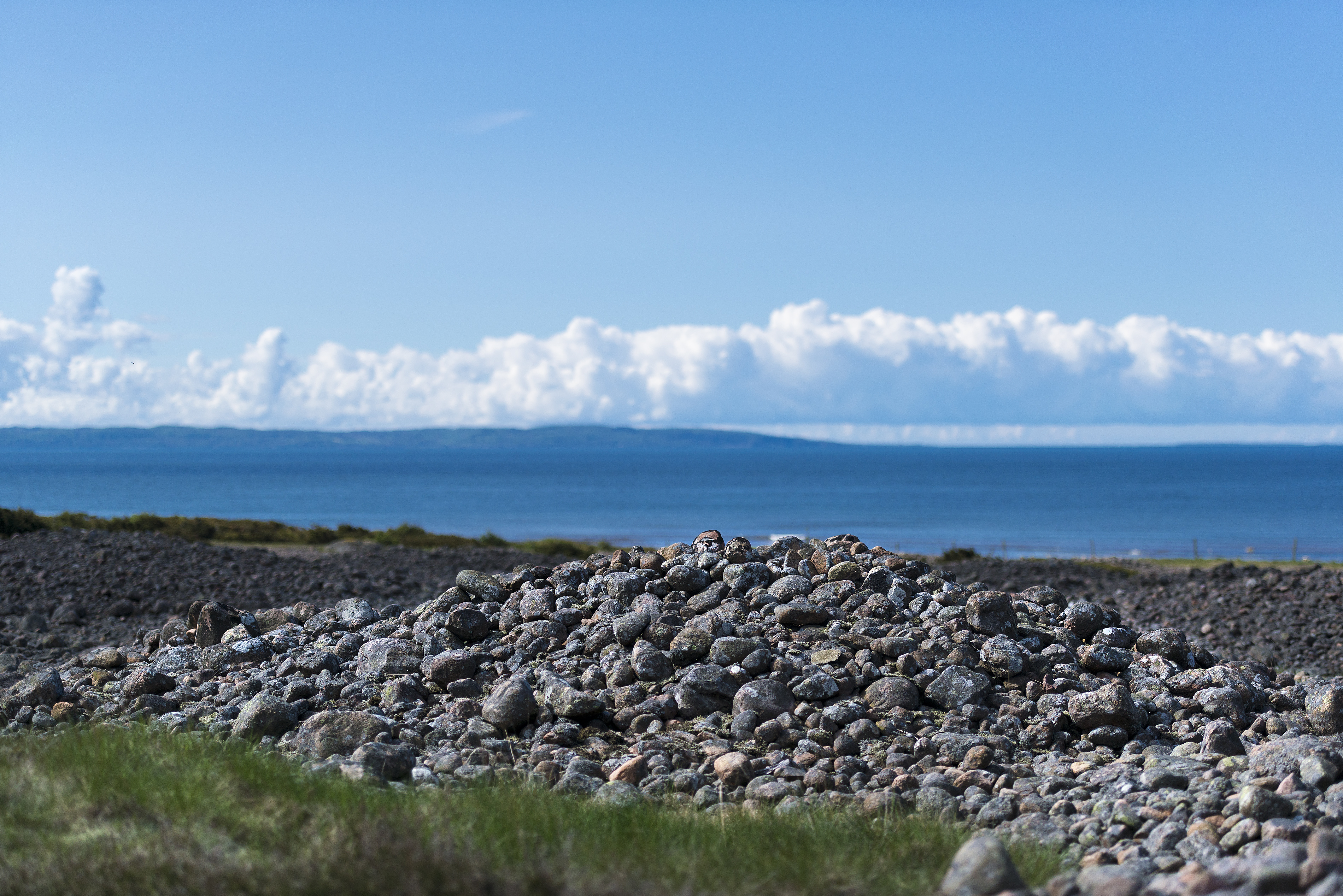
Laholmsbukten
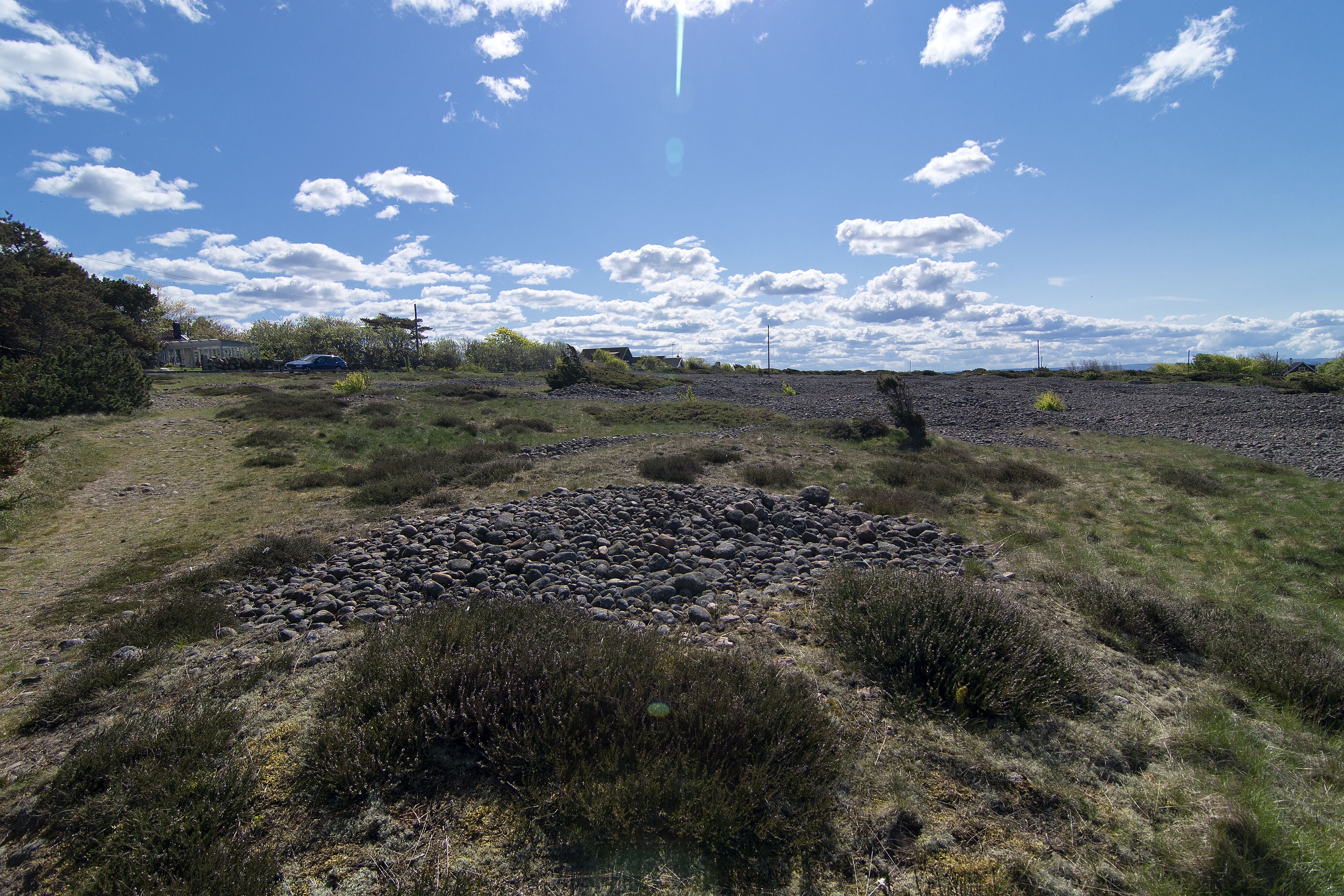
Klapperstensgravar
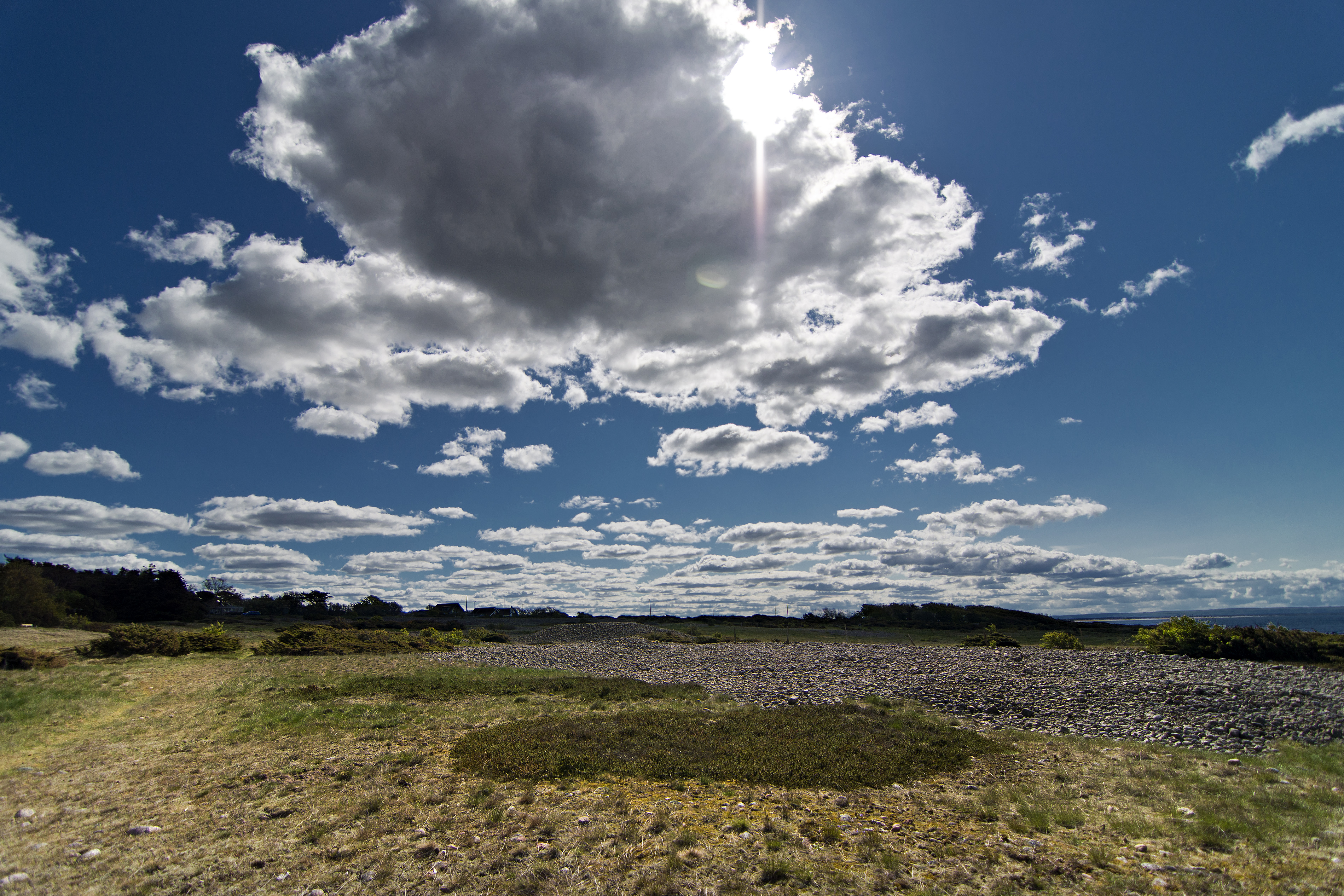
Gravfältet